# 萨布莱
萨布莱（法語：Sablet，法語發音：[sablɛ]）是法国普罗旺斯-阿尔卑斯-蓝色海岸大区沃克吕兹省的一个市镇，属于卡庞特拉区。

## 地理
萨布莱（44°11'33"N, 5°0'20"E）面积11.1 平方千米，位于法国普罗旺斯-阿尔卑斯-蓝色海岸大区沃克吕兹省，该省份为法国东南部内陆省份，北起德龙省，西北接阿尔代什省，西接加尔省，南至罗讷河口省，东南角与瓦尔省接壤，东临上普罗旺斯阿尔卑斯省。
与萨布莱接壤的市镇（或旧市镇、城区）包括：日贡达斯、拉斯托、塞居雷、维奥莱斯、瓦凯拉斯。

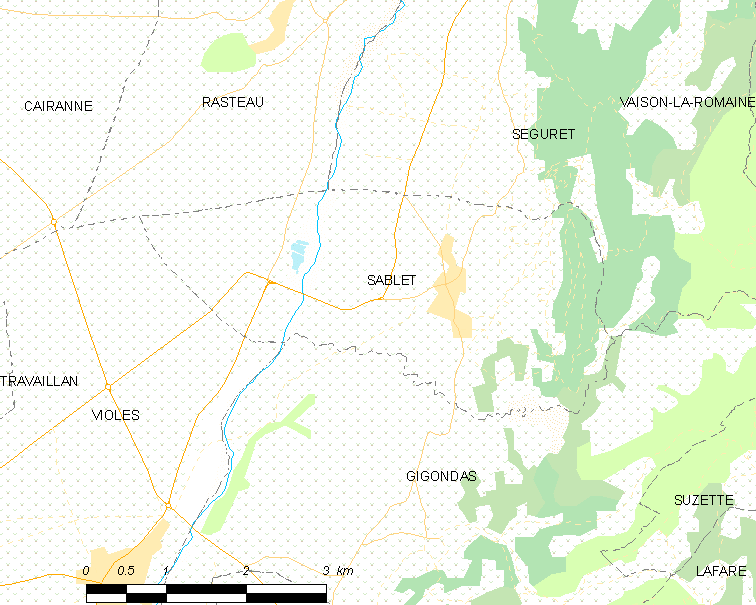
萨布莱的OSM定位图

萨布莱的时区为UTC+01:00、UTC+02:00（夏令时）。

## 行政
萨布莱的邮政编码为84110，INSEE市镇编码为84104。

## 政治
萨布莱所属的省级选区为韦松拉罗迈讷县。

## 人口

1962-2008年间萨布莱人口变化图示

萨布莱于2022年1月1日时的人口数量为1433人。